# ريمون ألين (ممثل تلفزيوني)
ريمون جيلمور ألين (بالإنجليزية: Raymond Allen)‏ (5 مارس 1929 - 10 أغسطس 2020)، كان ممثل تلفزيوني أمريكي، اشتهر بظهوره على شاشات التلفزيون خلال السبعينيات من القرن العشرين.   

## روابط خارجية
- ريمون ألين (ممثل تلفزيوني) على موقع IMDb (الإنجليزية)
- ريمون ألين في قاعدة بيانات الأفلام على الإنترنت